# Andrei Ghervasiev
Andrei Ghervasiev (în rusă Андрей Никитич Гервасиев; n. 28 octombrie/10 noiembrie 1906, Martonoșa, gubernia Herson, Imperiul Rus – d. 15 noiembrie 1997, Minsk, Belarus) a fost un militar sovietic în grad de general-locotenent. 

## Biografie
S-a născut în satul Martonoșa din ținutul Elisavetgrad, gubernia Herson (Imperiul Rus), într-o familie moldovenească.
În octombrie 1928, a fost înrolat în Armata Roșie și trimis în Regimentul 2 caucazian de pușcași din cadrul Diviziei 1 de pușcași caucazieni a Armatei Roșii. După ce a absolvit școala regimentară în septembrie 1929, a fost transferat pentru studii ulterioare la Școala de infanterie transcaucaziană din orașul Tiflis. În 1930 s-a alăturat PCUS. În martie 1932, a fost eliberat din acesta și repartizat la Regimentul 239 Infanterie al Diviziei 80 Infanterie din orașul Slaviansk, unde a servit ca comandant de pluton și companie. Din mai 1934 până în mai 1938 a fost student al Academiei Militar-Politice a Armatei Roșii din Leningrad. După absolvire, a fost numit comisar militar al regimentului 188 puști de munte al diviziei 63 puști de munte. În februarie 1939, a fost transferat în Districtul militar caucazian.
Odată cu începutul celui de-Al Doilea Război Mondial se afla în aceeași postură. În august 1941, cu divizia sa, a luat parte la campania din Iran. În septembrie, a fost transferat din Iran în Donbass, iar de acolo, în zona Perekop în Crimeea. În ianuarie 1942, ca parte a Armatei 38 a Frontului de Sud-Vest, a participat la o operațiune ofensivă în regiunea Harkov, apoi a fost în defensivă în zona Vovceansk și Balakleia. În mai, ca parte a Armatei a 21-a, a purtat bătălii defensive pe râul Doneț. În vara și toamna anului 1942, a purtat lupte în continuă retragere în timpul bătăliei pentru Caucaz.
În iunie 1943, a fost detașat să studieze la Academia Militară Superioară „Voroșilov”, după care a fost pus la dispoziția Consiliului Militar al Frontului 1 Bielorus. Ca parte a Armatei 47, a participat la operațiunea ofensivă Lublin-Brest, la eliberarea regiunilor de est ale Poloniei. În etapa finală a războiului, a comandat cu pricepere o divizie în timpul operațiunilor ofensive Vistula-Oder, Varșovia-Poznan, Pomerania de Est și Berlin.
La 29 aprilie 1945, pentru luptele din jurul Berlinului, a fost prezentat de către comandantul Corpului 125 de pușcași la gradul de Erou al Uniunii Sovietice, dar comandantul Armatei 47, general-locotenent. F. Perhorovici, a redus statutul de premiu până la Ordinul Lenin.
Din iunie 1945, a comandat Divizia 175 de pușcași, iar după aceasta, a fost transferat la Moscova și din august a comandat Regimentul 1 de pușcași de gardă din Divizia a 2-a de pușcă de gardă.
Din decembrie 1946 până în februarie 1949, a fost instruit la Academia Militară Superioară „Voroșilov”, apoi a fost numit șef de stat major al corpului 3 de pușcași de munte al Armatei 38.
Din septembrie 1950 a comandat Divizia 128 Gărzi pușcași de munte. Din august 1952 a comandat Corpul 73 Pușcași. Din noiembrie 1956 a fost prim-adjunct al comandantui Armatei a 15-a a districtului militar din Orientul Îndepărtat din orașul Iujno-Sahalinsk.
Din septembrie 1958 până în septembrie 1961, a fost prim-adjunct al Comandantului Armatei Combinate a 14-a a Districtului Militar Odesa.
La 25 noiembrie 1961, generalul-locotenent a fost transferat în rezervă.
La sfârșitul serviciului și intrând în rezervă, Ghervasiev a fost ales președinte al Consiliului Veteranilor din Moldova. În 1988, a participat la o întâlnire solemnă la Moscova în onoarea a 70 de ani de existență a Forțelor Armate ale URSS. După 1989, s-a mutat într-un loc de reședință permanent în Belarus, incapabil să reziste schimbărilor radicale care au avut loc în Moldova.
A murit în 1997, fiind înmormântat la Cimitirul de Est din Minsk.

## Distincții
- două ordinuri Lenin (29.05.1945[6], 03.11.1953[7])
- două ordinuri Steagul Roșu (19.02.1943[8], 20.06.1949[7])
- Ordinul Suvorov, gradul II (06.04.1945)[9]
- Ordinul Războiului Patriotic, gradul I (1985)[10]
- Ordinul Steaua Roșie (03.11.1944)[7]

și medalii:
- - «Pentru apărarea Caucazului»
  - «Pentru victoria asupra Germaniei în Marele Război Patriotic din 1941-1945»
  - «Pentru eliberarea Berlinului»
  - «Pentru eliberarea Varșoviei»
  - «Veteran al Forțelor Armate ale URSS»
- «50 de ani ai PCUS»